# Orden des Heiligen Makarij, Metropolit von Moskau
Der Orden des Heiligen Makarij, Metropolit von Moskau (russisch Орден Святителя Макария, митрополита Московского) ist ein Orden der russisch-orthodoxen Kirche, der nach dem russischen Patriarchen von Moskau und der ganzen Rus und Heiligen der russisch-orthodoxen Kirche Makarij von Moskau benannt wurde.
Er wurde am 17. Juni 2001 vom damaligen Patriarchen von Moskau und der ganzen Rus und Oberhaupt der Russisch-Orthodoxen Kirche Alexius II. (1929–2008) zum Gedenken an den 2000. Jahrestag der Geburt Christi gestiftet und vom Heiligen Synod der Russisch-Orthodoxen Kirche genehmigt. Er wird an Geistliche und weltliche Persönlichkeiten verliehen, die sich in besonderer Weise um die Entwicklung der Kirchenwissenschaft und der spirituellen Erleuchtung verdient gemacht haben. Dabei handelt es sich um theologisches Lehrpersonal, Personen, die sich mit der orthodoxen Erziehung und Pädagogik befassen oder der orthodoxen Jugendbewegungen angehören, in einem orthodoxen Buchverlag tätig sind oder in einer sonstigen Bildungseinrichtungen der russisch-orthodoxen Kirche beschäftigt sind. Der Geehrte erhält neben dem Abzeichen auch eine Verleihungsurkunde. Ordenskirche ist die Mariä-Entschlafens-Kathedrale (Moskau), in der die Reliquien des Heiligen Makarij verwahrt werden. Die Kathedrale bewahrt gleichzeitig das Ordensbanner, das Ordensmatrikel sowie die Ordensinsignien auf.

## Klassen
Der Orden ist in drei Klassen eingeteilt.

## Gestaltung des Ordens
I. Klasse
Die Auszeichnung besteht aus einem Ordensstern, einem Halsbandorden sowie einer Bandschnalle.
- Der Ordensstern besteht aus einem achtzackigen vergoldeten Silber-Stern, der in der Mitte ein rundes Bildnis des Heiligen Makarij trägt, das mit Zirkonia-Steinen geschmückt ist. Die Abmessungen des Ordenssterns  betragen 90 × 90 mm. Der Ordensstern wird mit einem Stift befestigt.
- Der Halsbandorden besteht aus einem Band aus Seide mit einer Moiré-Maserung und einem Anhänger. Der Anhänger besteht aus vergoldetem Silber. Auf einem weiß emaillierten Prankenkreuz befindet sich ein rundes Medaillon mit einem reliefvergoldeten kyrillischen Monogramm „СМ“, das für die russische Abkürzung „Heiliger Makarij“ (russisch Святитель Макарий) steht. Auf der roten Umrandung steht in Großbuchstaben „FÜR SPIRITUELLE ERLEUCHTUNG“ (russisch ЗА ДУХОВНОЕ ПРОСВЕЩЕНИЕ). Das Band ist 100 mm breit und der Anhänger 55 × 63 mm groß.
- Die Bandschnalle ist weinrot mit vier senkrechten weißen Streifen. In der Mitte ist eine Miniatur des Ordenssterns angebracht. Die Bandschnalle ist 28 × 14 mm groß.

II. Klasse
Die Auszeichnung besteht aus einem Ordensstern, einem Halsbandorden sowie einer Bandschnalle.
- Der Ordensstern ist der I. Klasse ähnlich, allerdings sind vier Strahlen anstatt in Gold in Silber gehalten. Er ist 90 × 90 mm groß.
- Der Halsbandorden ist der I. Klasse ähnlich, allerdings in Silber ausgeführt. Die Breite des Bandes beträgt 40 mm und der Anhänger ist  45 × 45 mm groß.
- Die Bandschnalle ist der I. Klasse ähnlich, allerdings ist die Miniatur des Ordensstern ebenfalls teilweise in Gold und Silber ausgeführt.

III. Klasse
Die Auszeichnung besteht aus einem Anstecker und einer Bandschnalle. Es wird kein Halsbandorden verliehen.
- Der Anstecker besteht aus vergoldetem und versilbertem Kupfernickel. Es hat die Form eines Prankenkreuzes mit einem Bildnis des Heiligen in der Mitte. Es misst 55 × 55 mm und wird mit einem Stift an der Oberbekleidung befestigt.
- Die Bandschnalle ist der II. Klasse ähnlich, allerdings ist die Miniatur des Ordensstern ebenfalls gänzlich in Silber ausgeführt.

## Trageweise
Der Ordensstern wird auf der rechten Seite der Brust getragen und befindet sich beim Tragen anderer Orden der russisch-orthodoxen Kirche nach dem Orden der Heiligen Euphrosyne, Großfürstin von Moskau.